# Cartoon Art Museum

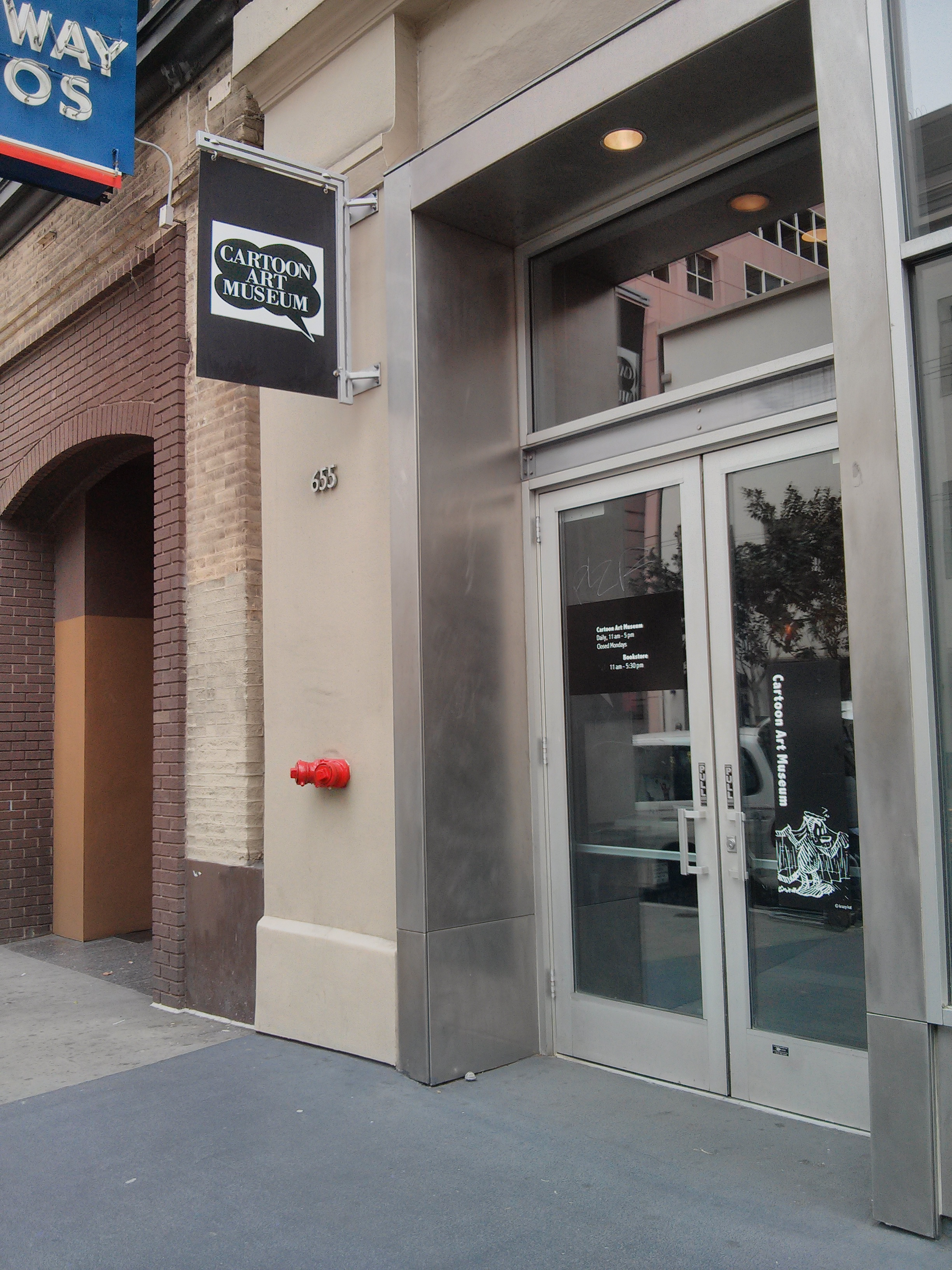
Eingang des Museums

Das Cartoon Art Museum (CAM) ist ein 1984 gegründetes Comic-Museum in San Francisco, Kalifornien. Es werden tausende Objekte, darunter Originalzeichnungen, Zeichentrickszenen und Modelle der US-Comic- und Trickfilm-Geschichte gezeigt. Es gab zahlreiche Sonderausstellungen zu einzelnen Themen oder Zeichnern.
Zu Beginn war das Museum eine Wanderausstellung ohne feste Lokalität. Erst im Jahr 1987 erhielt die Ausstellung mit Hilfe von Charles Schulz einen festen Platz im Call Bulletin Building in San Francisco. Im Oktober 2017 erhielt das Museum einen neuen Standort an der Beach Street im Hafenviertel Fisherman’s Wharf.